# Helene Frank
Helene „Leni“ Elias-Frank (* 8. September 1893 in Frankfurt am Main; † 2. Oktober 1986 in Basel) war eine deutsche Geschäftsfrau, Schwester von Otto Frank und Tante von Anne Frank.

## Leben
Helene Frank wurde am 8. September 1893 in Frankfurt als jüngstes der vier Kinder von Alice und Michael Frank geboren. Sie war die Schwester von Robert Frank (* 1886), Otto Frank (* 1889) und Herbert Frank (* 1891). Ihre Familie nannte sie Leni. Ihre Eltern legten großen Wert auf eine gute Ausbildung und wie ihre drei Brüder lernte sie Sprachen und besuchte privaten Musikunterricht. Als im August 1914 der Erste Weltkrieg ausbrach, traten die drei Brüder der deutschen Armee bei, während Leni und ihre Mutter Alice sich freiwillig in einem Militärkrankenhaus des Roten Kreuzes meldeten. Helene und ihr Bruder Otto pflegten durch Briefe einen engen Kontakt und schrieben sich gegenseitig über ihre Wünsche für die Zukunft und Herzensangelegenheiten.
Leni Frank traf Erich Elias nach dem Krieg. Er war drei Jahre älter als sie und stammte ursprünglich aus Zweibrücken. Er arbeitete als Aktienhändler im Auftrag einer Bank an der Frankfurter Wertpapierbörse, wo er sich mit Otto Frank anfreundete. Am 16. Februar 1921 feierte die Familie die Hochzeit von Helene und Erich Elias. Das junge Paar lebte bis 1927 im Haus von Helenes verwitweter Mutter Alice, ebenso wie Otto und Edith.
Ihr Sohn Stephan wurde am 20. Dezember 1921 geboren und vier Jahre später wurde Bernhard Elias am 2. Juni 1925 geboren. Die Familie wanderte in den 1930er-Jahren nach Basel aus und zog 1938 in ein Haus in der Herbstgasse 11, das als Kontaktstelle für jüdische Flüchtlinge diente: Hier wurden sie mit Adressen und Kontakten versorgt, und Helene Elias unterstützte sie, wenn sie Kleidung und Wertsachen verkaufen mussten. Aus diesem Austauschdienst baute die Deutsche ein eigenes Geschäft auf: 1943 eröffnete sie in der Spalenvorstadt ein Antiquitätengeschäft, das es ihr ermöglichte, erheblich zum Einkommen der großen Familie beizutragen. Ottos Besuche in Basel mit seinen Töchtern Margot und Anne dauerten einige Zeit nach 1933, waren aber nach Ausbruch des Zweiten Weltkriegs nicht mehr möglich. Die Familien Frank und Elias hielten Kontakt durch Briefe – bis Leni im Juli 1942 von Otto eine Karte mit Geburtstagswünschen erhielt, die darauf hinweisen sollte, dass sich die Familie Frank in Amsterdam versteckte.
Im Mai 1945, nach dem Ende des Zweiten Weltkriegs, erhielt die Familie Elias in Basel von Otto aus Marseille ein erstes Lebenszeichen. Sie fanden dann Stück für Stück heraus, dass das Versteck der Franks entdeckt worden war, dass sie deportiert wurden und dass Edith im KZ Auschwitz starb. Sie alle warteten auf Neuigkeiten darüber, was mit den beiden Töchtern passiert war. Im August kam die endgültige Bestätigung, dass Margot und Anne im KZ Bergen-Belsen gestorben waren.
Am 2. Oktober 1986 starb sie im Alter von 93 Jahren. Sie liegt in Birsfelden begraben.